# سوسايتي تي
سوسايتي تي Society Tea شركة وعلامة تجارية هندية تختص في منتجات الشاي، مقرها في مومباي في مهاراشترا في  الهند.
وهي جزء من مجموعة شركات أسست عام 1933. وتمارس تجارتها في ولاية مهاراشترا بحصة من السوق تبلغ 10 %.
وبجانب وجودها في ولاية مهاراشترا توجد العلامة التجارية في ولايات هندية أخرى مثل غوا وأندرا برادش وكارناتاكا وتاميل نادوا.